# Municipio de Blue Earth City
El municipio de Blue Earth City (en inglés: Blue Earth City Township) es un municipio ubicado en el condado de Faribault en el estado estadounidense de Minnesota. En el año 2010 tenía una población de 387 habitantes y una densidad poblacional de 4,55 personas por km².

## Geografía
El municipio de Blue Earth City se encuentra ubicado en las coordenadas 43°37′30″N 94°4′5″O / 43.62500, -94.06806. Según la Oficina del Censo de los Estados Unidos, el municipio tiene una superficie total de 85.05 km², de la cual 84,16 km² corresponden a tierra firme y (1,04 %) 0,89 km² es agua.

## Demografía
Según el censo de 2010, había 387 personas residiendo en el municipio de Blue Earth City. La densidad de población era de 4,55 hab./km². De los 387 habitantes, el municipio de Blue Earth City estaba compuesto por el 97,67 % blancos, el 0,52 % eran asiáticos, el 1,81 % eran de otras razas. Del total de la población el 1,81 % eran hispanos o latinos de cualquier raza.